# Бад-Вюнненберг
Бад-Вюнненберг (нім. Bad Wünnenberg) — місто в Німеччині, знаходиться в землі Північний Рейн-Вестфалія. Підпорядковується адміністративному округу Детмольд. Входить до складу району Падерборн.
Площа — 161,04 км2. Населення становить 12 206 ос. (станом на 31 грудня 2020).